# Aurélio Miguel
Aurélio Miguel, född den 10 mars 1964 i São Paulo, Brasilien, är en brasiliansk judoutövare.
Han tog OS-guld i herrarnas halv tungvikt i samband med de olympiska judotävlingarna 1988 i Seoul.
Han tog OS-brons i samma viktklass i samband med de olympiska judotävlingarna 1996 i Atlanta.